# Dragon Knight
Dragon Knight (ドラゴンナイト) est un eroge jeu de rôle fantastique, développé et publié par ELF Corporation en 1989. Il est à l'origine d'une série de jeux et est adapté en film d'animation en 1991.
Il est suivi par Dragon Knight II en 1990.

## Système de jeu
Dragon Knight est un des jeux d'exploration de donjon à la première personne, avec un moteur 2D et des combats au tour par tour, avec des ennemis rencontrés de manière aléatoire, typique de son époque. Un système similaire a également été utilisé dans la première suite.
À chaque nouvel étage, les labyrinthes deviennent plus sophistiqués (dans le remake, il y a une mini-carte avec des coordonnées de grille) et les ennemis deviennent plus forts.
Le personnage peut attaquer, défendre et utiliser des sorts ou des objets, contre un à six monstres à la fois (trois dans le remake).
Toutefois, les combats du premier jeu s'avèrent être trop difficiles et déséquilibrés.

## Histoire
Dans le royaume de Strawberry Fields (ストロベリーフィールズ), habité uniquement par des femmes et dont la Tour de la Déesse protège la terre et ses habitants depuis des générations, surgissent un jour de monstrueux Chevaliers Dragons, corrompus par le mal et dirigés par le démon Gazelbaan (ゲイゼルバーン).
Son armée de monstres après avoir transformé la déesse Aquarina (アクァーリナー) pour lapider et capturer les femmes guerrières, exige que les six pierres précieuses source de pouvoir magique de la déesse leur soient livrées.
Répondant alors à l'appel à l'aide de la villageoise Luna (ルナ, doublée par Noriko Hidaka), le jeune guerrier et voyageur Yamato Takeru (ヤマト・タケル, doublé par Akira Kamiya) décide donc de prendre en chasse les monstres.
Notons que la mère de Luna est quant à elle doublée par Rei Sakuma.
Ainsi, à chaque étage de la tour, Takeru doit sauver plusieurs jeunes femmes de leurs violeurs.

## Sorties et Adaptations
Initialement sorti en 1989 sur PC88, PC98 et MSX, il est suivi d'une version sur Sharp X68000 en 1990. Le remake de 1995 Dragon Knight & Graffiti, pour PC Engine, a été développé et publié par NEC Avenue.
Ce jeu comprend respectivement deux bandes son par Datam Polystar en 1990 et par NEC Avenue (distribué par Nippon Columbia ) en 1995 : 
- Dragon Knight : Treasure King of Water Chapter (ドラゴンナイト～水の宝王篇～)
- PC Engine World—Dragon Knight & Graffiti ont été publiées[2].

En 1991, Polystar sort en VHS et LD, une adaptation animée OAV, avec Yasunori Matsuno dans le rôle de Takeru et Yūko Mizutani dans le rôle de Luna.
Cet OAV se voit réédité en DVD en 2003.

## Réception
Lors de sa sortie, Famicom Tsūshin a obtenu au remake de PC Engine une note de 22 sur 40, lui donnant également une note de 8 sur 10 dans leur Reader Cross Review.